# 為了觸摸青野同學，所以我想死
《為了觸摸青野同學，所以我想死》是椎名宇美所創作的日本漫畫，開始連載於月刊Afternoon2017年2月號。改編真人電視劇在2022年3月18日至5月20日於WOWOW首播，佐藤勝利主演。台灣由friDay影音自2022年5月撥出

## 概要
刈谷優里為了引起有一面之緣的隔壁班同學青野龍平注意，因而向對方告白。兩人開起交往兩周後，青野遭遇車禍過世。悲痛至極的優里決定割腕自殺，就在那瞬間，青野的幽靈出現在優里面前，並告訴她自己會一直待在對方身邊。
優里繼續與成為了幽靈的青野交往，但當她問青野是否能附身在自己身上時，青野卻忽然像變換成宛如惡靈的怪異人格（黑青野）。即使感到有些害怕，優里仍抱著只要對方能在自己身邊就無所謂的想法，繼續接觸到愈來愈多靈異事件。

## 角色列表
刈谷優里（演：高橋光）
加加志高中2年D班，平時不引人注意也與同學毫無交集。不擅與人溝通，但相反地在心裡藏有相當激烈的感情。唯一能夠看見幽靈青野的人，雙方似乎締結了供品般的契約關係，因此隨著與青野一起經歷各種事件後，優里的身體也逐漸起了變化。
青野龍平（演：佐藤勝利）
加加志高中2年C班，生前是個開朗的人並與同學相處和睦，但似乎少有深交。據藤本所說相當受醜女或有心理問題的女人歡迎，桃花旺且來者不拒。對優里相當溫柔，不記得變成黑青野人格之後的事情。
藤本雅芳（演：神尾楓珠）
青野的同班同學，也是對方真正的朋友。嘴巴雖然有些狠毒但性格相當真誠，甚至為了青野的死而哭泣。曾不經意被青野附身，因此相信了幽靈青野的存在。
堀江美櫻（演：里里佳）
優里的同班同學，自從5月後只要踏出家門就會感到虛脫，因此總是待在家裡。喜歡看恐怖電影，並且對於幽靈等恐怖傳說的規則很感興趣。由於曾被黑青野拜訪因而確認了幽靈青野的存在。與優里、藤本一起成立了Blue Cheers藉由發掘當地的傳說想方設法幫助青野。

## 出版書籍
| 卷數 | 講談社         | 講談社                 | 東立出版社   | 東立出版社             |
| 卷數 | 發售日期       | ISBN                   | 發售日期     | ISBN                   |
| ---- | -------------- | ---------------------- | ------------ | ---------------------- |
| 1    | 2017年6月23日  | ISBN 978-4-06-388272-8 | 2020年6月1日 | ISBN 978-957-26-4324-2 |
| 2    | 2017年10月23日 | ISBN 978-4-06-388296-4 | 2021年1月8日 | ISBN 978-957-26-4325-9 |
| 3    | 2018年4月23日  | ISBN 978-4-06-511224-3 |              |                        |
| 4    | 2018年11月22日 | ISBN 978-4-06-513494-8 |              |                        |
| 5    | 2019年5月23日  | ISBN 978-4-06-515486-1 |              |                        |
| 6    | 2020年1月23日  | ISBN 978-4-06-518201-7 |              |                        |
| 7    | 2020年9月23日  | ISBN 978-4-06-520732-1 |              |                        |
| 8    | 2021年5月21日  | ISBN 978-4-06-523328-3 |              |                        |
| 9    | 2022年2月22日  | ISBN 978-4-06-526864-3 |              |                        |
| 10   | 2023年1月23日  | ISBN 978-4-06-530259-0 |              |                        |
| 11   | 2023年11月22日 | ISBN 978-4-06-533290-0 |              |                        |
| 12   | 2024年7月23日  | ISBN 978-4-06-536066-8 |              |                        |

## 電視劇
2021年5月11日，宣佈將獲改編為真人電視劇。2022年3月18日至5月20日於WOWOW播映，共10集，由佐藤勝利主演。
台灣OTT平台由friDay影音、LiTV 線上影視、MyVideo播出。

### 演員列表
- 青野龍平：佐藤勝利（Sexy Zone）
- 刈谷優里：高橋光
- 藤本雅芳：神尾楓珠
- 堀江美櫻：里里佳（里々佳）
- 刈谷翠：水澤惠麗奈
- 刈谷千裕：主濱晴美（しゅはまはるみ）

### 工作人員
- 原作：椎名宇美《為了觸摸青野同學，所以我想死》（講談社《月刊Afternoon》連載中）
- 導演：、椿本慶次郎、戶塚寬人
- 編劇：玉田真也
- 配樂：Tempalay（片頭曲「Q」、片尾曲）
- 企劃製作人：櫻井雄一
- 製作：WOWOW、So-ket（ソケット）

## 外部連結
- 漫畫官方網站（日語）
- 電視劇官方網站（日語）